# نطاق شاطئي

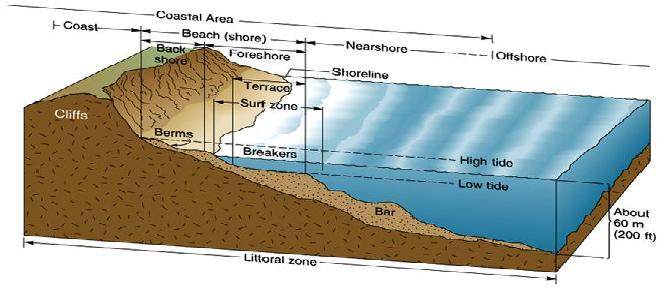
النطاق الشاطئي مشار إليه باسم Nearshore.

النطاق الشاطئي أو النطاق الساحلي أو المنطقة الساحلية (بالإنجليزية: Littoral zone أو Nearshore)‏، هو جُزء من البحر أو البحيرة أو النهر القريب من الشاطئ. يمتد النطاق الشاطئي من علامة المياه المرتفعة، التي نادراً ما تغمرها المياه، إلى المناطق الساحلية التي تُغْمَر بشكل دائم. وهي تشمل دائمًا منطقة المد والجزر وغالباً ما يُرْمَزُ بها لتعني نفس منطقة المد والجزر. ومع ذلك، فإن معنى «المنطقة الشاطئية» يمكن أن يمتد إلى ما وراء منطقة المد والجزر.
يمنح الماء المجاور عدداً من الخصائص المميزة للمناطق الساحلية. ينتج عن قوة التآكل في الماء أنواع معينة من التضاريس، مثل الكثبان الرملية، والمصبات الخليجية. الحركة الطبيعية للنطاق الشاطئي على طول الساحل تسمى الانجراف الساحلي [الإنجليزية]. من الناحية البيولوجية، فإن توفر المياه جاهزًا يتيح تنوعًا أكبر في الحياة النباتية والحيوانية، وعلى الأخص تكوين الأراضي الرطبة الواسعة النطاق. بالإضافة إلى ذلك، فإن الرطوبة المحلية الإضافية الناتجة عن التبخر تخلق عادة مناخًا صغيرًا يدعم الأنواع الفريدة من الكائنات الحية.